# Раймонди, Франка
Фра́нка Раймо́нди (итал. Franca Raimondi; 8 июля 1932, Монополи, Апулия — 28 августа 1988, Монополи, Апулия) — итальянская певица. Представительница Италии на конкурсе песни «Евровидение-1956».

## Биография
Родилась 8 июля 1932 года в Монополи. В 1940-х и 1950-х годах изучала оперное пение и иностранные языки.

### «Фестиваль в Сан-Ремо» и «Евровидение»
В 1956 году стала победительницей на фестивале в Сан-Ремо с песней «Aprite le finestre» и вместе Тониной Торрьелли, которая заняла второе место, стали первыми представительницами Италии на первом конкурсе песни «Евровидение», проходившем в швейцарском Лугано. Так как, на данном конкурсе был объявлен только победитель, они заняли второе место, наряду со остальными участниками.

### Дальнейшая карьера
В 1956—1958 годах была главной солисткой оркестра Джана Стеллари. В 1957 году одержала победу на Международном фестивале в Ницце. В следующем году она приняла участие в песенном конкурсе «Канцониссима», после чего совершила гастроли по Канаде и США. В конце 1959 года вернулась в Италию для участия в радиопрограмме «Uno contro tutti». В 1960 году участвовала в музыкальном конкурсе в Неаполе с песней «Canzone all’antica», а в следующем году представила свою композицию «Mostra le tua vie» на фестивале в Цюрихе. До начала 1980-х годов продолжала заниматься музыкой, после чего отошла от публичной жизни.

### Смерть
Скончалась 28 августа 1988 года в родном Монополи от рака в возрасте 56 лет.

## Дискография

### Синглы
- 1956 — «Aprite le finestre»
- 1956 — «Il trenino del destino»
- 1956—  «La colpa fu» (совместно с Уго Молинари, Лусианой Гонсалес, Тониной Торрьелли и Кларой Винченци)
- 1956 — «Lucia e Tobia»
- 1956 — «Sogni d’or»
- 1960 — «Canzone all’antica»
- 1961 — «Mostra le tua vie»

## Память
В 2004 году муниципалитет города Монополи посвятил ей первый конкурс для женщин.
В марте 2014 года её композиция «Aprite le finestre» стала саундтреком к рекламному ролику «Morellato» для запуска новой коллекции украшений «FioreMio».